# Cantilene
Een cantilene ook wel cantilena (Frans: cantilène, "zangerige melodie", mogelijk van het Italiaanse cantilena; "gezang" naar het Middellatijnse cantilena) is een in de hoge middeleeuwen beschaafd Frans gezongen gedicht, dat ten dienste stond van de heiligenverering.
Een bekend voorbeeld is de rond 880 anoniem gemaakte Cantilène de Sainte Eulalie. Later kwam de cantilene te staan voor een korte melodie of kleine ballade of meer in het algemeen een kerkzang.
De jaarlijkse schoolzang (carmen scolasticum) die in de zestiende en zeventiende eeuw in zwang was in de Latijnse scholen van de noordelijke Nederlanden wordt ook wel cantilena genoemd.